# Адамов, Алексей Владимирович
Алексе́й Влади́мирович Ада́мов (род. 6 сентября 1971, Таганрог) — российский художник. Член Творческого Союза Художников России (с 2004 года), Международного Художественного Фонда, Московского объединения художников (с 2005 года). 
Член-Корреспондент Международной Академии Культуры и Искусства (с 2007 года).

## Биография
Родился в Таганроге 6 сентября 1971 года. Учился в Таганрогской детской художественной школе, ученик Леонида Стуканова. В 1992 году окончил Ростовское художественное училище им. М.Б. Грекова, ученик В. И. Бегмы. Живёт и работает в Москве и в Таганроге.

## Выставки
- 2021 — Выставка в Гостином дворе, Москва.
- 2008 — Выставка в Кремле.
- 2007 — Выставка «Русский романтизм» в галерее «Petley Fine Art», Лондон, Великобритания.
- 2007 — Участник «Торонто Арт экспо», Канада.
- 2007 — Финалист международного конкурса пейзажистов, США.
- 2007 — Персональная выставка в галерее «Art gallery NOVEKS» в помещении ARTA gallery. Торонто, Канада.
- 2007 — Участник выставки под эгидой Фонда «Меценаты Столетия», Москва. Государственная Третьяковская галерея. Золотая медаль «Национальное достояние».
- 2006 — Галерея «Вавилон», г. Самара.
- 2006 — Выставка в Государственном Таврическом дворце, Санкт-Петербург.